# Phymatostetha selangorina
Phymatostetha selangorina är en insektsart som beskrevs av Victor Lallemand 1923. Phymatostetha selangorina ingår i släktet Phymatostetha och familjen spottstritar. Inga underarter finns listade i Catalogue of Life.